# Curt G. Lowe
Curt Gustav Lowe, o Kurt Gustav Lowe (Hamburgo, Alemania, 18 de agosto de 1904 - Buenos Aires, Argentina, 22 de marzo de 1971), fue un empresario y productor de cine y publicidad alemán nacionalizado argentino.

## Carrera
Fue el hijo del importante empresario Karl Lowe, quien fue un precursor en materia de publicidad y realizó los primeros comerciales de ese carácter que se vieron en Alemania en 1902. Curt heredó junto a su hermano Frederick la pasión de su padre, la publicidad en las películas.
Curt Lowe fue un reconocido productor de cine publicitario en Argentina. Creó su propia productora, llamada Lowe Argentina S.A, con la que trabajó en numerosos proyectos.
Bajo su dirección comenzó a producirse la película publicitaria para cine y televisión, que luego alcanzaría un amplio desarrollo. Abrió sucursales en Chile y Uruguay.
Considerado como el rey del cortometraje comercial, fue dueño de los viejos estudios de Pampa Film tras comprar su activo físico en 1946, y creador de Emelco en 1937, que quebró en 1948 y por lo que tuvo que exiliarse a Chile con motivo de la prohibición del cine publicitario por parte de la Dirección General de Espectáculos Publicitarios durante el gobierno peronista. En noviembre de 1955 regresó al país, donde consiguió que la medida fuera revocada.
Entre los filmes que produjo se encuentran:
- 1947: Siete para un secreto[5]
- 1948: La calle grita
- 1949: Tierra del Fuego, dirigido por Mario Soffici.
- 1949: Cita en las estrellas, protagonizado por María Duval, Juan Carlos Thorry, Osvaldo Miranda y Analía Gadé.[6]
- 1950: Cuando besa mi marido

En 1954, junto a tres socios más, crea la Screen Advertising World Association (SAWA), siendo considerado con ella uno de los fundadores del Festival de Cannes.
En 1960 funda junto con su hermano la Compañía Argentina de Televisión S.A. (Cadete), primera licenciataria de Canal 9, una de las primeras televisoras privadas de Argentina. Allí se desempeñó como gerente general, mientras que su socio Manuel M. Alba se destacaba como gerente artístico. En 1963 el canal pasó a manos de Alejandro Romay.
Produjo los noticieros cinematográficos Emelco, Sucesos de las Américas y uno de los más importantes en su carrera durante las décadas del '60 y '70: Argentina al día.
En 1965 creó la Fundación Lowe, centro destinado a la promoción de actividades culturales relacionadas con los medios audiovisuales.
Curt Lowe falleció en Buenos Aires el 22 de marzo de 1971, a los 66 años.
En 1977 las instalaciones del laboratorio cinematográfico Lowe sufrieron un terrible siniestro.
En 1985, a modo de homenaje, se comenzaron a entregar los premios Especial Curt G. Lowe, creados por el Consejo Publicitario Argentino.